# 大蛇明神與青龍明神
大蛇明神與青龍明神，是台灣台北市北投區不動明王寺供奉的蛇神，據說原本是在當地出沒的蛇妖。

## 傳說
日治時代，北投山上有蛇妖出沒，危害人畜，於是當地的日本內地人請來不動明王鎮壓，蛇妖果然不再出現，為了避免牠們又有機會搗亂，人們給牠們立碑奉祀，從蛇妖升格為蛇神。亦有傳說蛇妖是一公一母。
此外，青龍明神的傳說另有說法認為是「星乃湯」的經營者佐野庄太郎向村人買下受傷的巨蟒，並在寺旁的小瀑布放生，之後，便經常夢見巨蟒，每年也都會在瀑布上方看到其蛻皮，於是立起青龍明神碑加以供奉。

## 現代研究
大蛇明神碑和青龍明神碑各自位於北投不動明王石窟旁的瀑布兩側，其中，青龍明神碑立於1933年（昭和八年）、大蛇明神碑則立於1939年（昭和十四年），與不動明王石窟的建造日期有差異，且兩個碑的外觀相當不一致。